# Kaiapoi
La ville de Kaiapoi  est une localité du district de Waimakariri située dans la région de Canterbury, dans l’Île du Sud de la Nouvelle-Zélande.

## Situation
La ville est localisée à approximativement 17 kilomètres au nord du centre-ville de Christchurch, près de l’embouchure du fleuve Waimakariri.
Elle est considérée comme étant une ville satellite de Christchurch, bien que pour les besoins des statistiques, Waimakariri soit prise en compte comme une partie de la zone urbaine de Christchurch.

## Population
Lors du recensement de 2006, la population de la ville était de 10200 habitants avec en plus 1700 résidents dans les environs immédiats.
Ceci représente un taux de croissance de 11 % sur les cinq années précédentes.

## Séisme de 2010
Kaiapoi souffrit de dommages étendus lors du séisme de 2010 à Canterbury, qui rendit de nombreuses maisons inhabitables et bloqua le commerce .

## Toponymie
Kaiapoi prit son nom du pā (village māori fortifié) , qui fut construit juste au nord du site de la ville actuelle vers les années 1700 par le chef Turakautahi de la tribu des Ngāi Tahu, pou:r devenir le plus grand des villages fortifiés dans l’Île du Sud.
En sélectionnant ce site pour en faire un pā, Tūrākautahi détermina que les kai : ressources en nourriture pourraient avoir été ' poi' transférables à partir d’autres places, d’où le nom de Kaiapoi, dont on dit qu’il s’agit d’une métaphore pour "économiser".

## Histoire
La ville siège sur le site d’un bastion d’une ancienne tribu, Waitaha, dont l’histoire et les traditions des Ngāi Tahu adoptèrent ensuite le nom.
Tūrākautahi était le second fils de Tūāhuriri, et en conséquence, Ngāi Tūāhuriri est le nom d’un hapu (sous-tribu) de la région.
Tous types de ressources étaient transportées le long de la voie d’eau constituée par le fleuve  Ashley / Rakahuri sur le chemin vers et à partir de Kaiapoi, les Pounamu à partir du fleuve Arahura, les  Puffin fuligineux ou titi (ou muttonbird) à partir des îles entourant l’Île Stewart/Rakiura ou l’obsidienne  à partir de l’île Tūhua ou île Majeure  et d’autres ressources, indiquant toute une activité commerciale sophistiquée entre les tribus de l’Île du Nord et l’Île du sud.

## Conflit avec Te Rauparaha
Le pā est souvent par erreur appelé Kaiapohia, qui est actuellement une insulte pour l'iwi des Ngāi locaux et en particulier pour les Tūāhuriri, dont les ancêtres sont morts dans le pā après avoir été assiégés par Te Rauparaha et ses alliés, les Ngāti Toa en 1832.
La première attaque faite contre Ngāi Tahu eut lieu à Kaikōura durant les années 1827 à 1928.
Les archives de Ngāi Tahu font état que le peuple des Ngāti Kurī (en) de Kaikōura descendit vers la plage pour accueillir les hommes apparentés, du hapu de Tū-te-pākihi-rangi des Ngāti Kahungunu, dont ils espéraient la présence comme visiteurs.
Au lieu de cela, ils découvrirent une flotte de canoés appartenant à la tribu des Ngāti Toa, armés de mousquets, qui les attaquèrent et les tuèrent.
Te Rauparaha et sa tribu rendirent visite à Ngāi Tahu de Kaiapoi pour échanger des mousquets contre les pounamu.
Les personnes de Kaiapoi apprirent bientôt la nouvelle de l’attaque sur sa parenté à Kaikōura et un guerrier Ngāpuhi restant avec Ngāi Tahu au niveau du pā de Kaiapoi entretint le leader Ngāti Toa, sur la manière dont ils devaient attaquer le matin suivant.
Bien qu’angoissé du fait de la profanation des tombes de son oncle  Te Maiharanui (en) mort récemment, Tama-i-hara-nui ordonna une attaque de représailles le jour suivant, tuant les chefs, qui conduisaient les Ngāti Toa, y compris Te Pēhi Kupe (en).
Le seul leader important des Ngāti Toa qui ne fut pas tué, fut Te Rauparaha, qui retourna vers l’île Kapiti pour planifier sa revanche.
Au début de novembre 1830, il persuada le Capitaine John Stewart du brick Elizabeth de le prendre, lui et ses guerriers, à son bord.
Ils visitèrent alors le peuple des Ngāi Tahu à Akaroa sous la ruse de faire du commerce du phormium. Le capitaine Stewart persuada Te Maiharanui de monter à bord du brick et le fit descendre sous le pont où Te Rauparaha et ses hommes s’emparèrent du chef, de sa femme et de sa fille, qu’ils gardèrent prisonniers.
Les hommes de Te Rauparaha surgirent alors à terre pour mettre à sac le campement de Te Maiharanui, Takapuneke.
Le brick retourna vers l’île Kapiti avec Te Maiharanui et sa famille, qui resta captive.
Celui-ci aurait dit que plutôt que de voir sa fille rester esclave, Te Maiharanui l’étrangla et la jeta par-dessus bord.
Te Rauparaha donna ensuite Te Maiharanui à la femme du chef Ngāti Toa  Te Pehi, qui tua Te Maiharanui par une torture lente.
Sa femme souffrit le même sort.
Te Rauparaha monta alors une expédition importante contre Kaiapoi et Ngāi Tahu durant l’été de 1831 à 1832.
Ngāi Tahu, manquant de mousquets pour répondre aux armes de Ngāti Toa, prit une stratégie défensive et espérant que les Ngāti Toa ne seraient pas capables de pénétrer la palissade en bois entourant le pā.
Le siège qui s’ensuivit dura trois mois.
Toutefois, durant une escarmouche entre les deux tribus, le fortin prit feu.
Attisé par le vent dit nor’wester, la palissade s’enflamma rapidement, permettant aux guerriers de Ngāti Toa d’entrer dans le village, capturant son leader et tuant les personnes.
Ngāti Toa attaqua alors les tribus de la péninsule de Banks, prenant le principal fort au niveau de Ōnawe (en), dans le mouillage d’Akaroa Harbour (en).

## Activité économique
La ville de Kaiapoi est aussi connue comme «the River Town» d’après la rivière Kaiapoi, un affluent du fleuve Waimakariri, qui s’écoule à travers le centre de la ville.
C’était initialement le bras principal du fleuve Waimakariri, mais des inondations extensives conduisirent à un détournement du lit, si bien que la majorité de l’eau se déversa dans le bras sud du fleuve Waimakariri.
Kaiapoi fut bien connue pour le moulin pour fouler la laine, qui fut géré par la Kaiapoi Woollen Manufacturing Company  et de nombreux produits en laine fabriqués au niveau du moulin, peuvent encore être retrouvés partout dans le monde.
Une usine de refroidissement (installation de congélation de la viande) fut aussi un temps l’employeur majeur de la ville, et quand celle-ci a fermé, il y a eu d’importantes difficultés économiques dans la ville.
Elle a néanmoins survécu et prospéré mais bien qu’il existe quelques industries locales, un large pourcentage de la population travaille dans la cité voisine de Christchurch.
Dans certains décomptes la population de l’ancienne cité, Kaiapoi est décompté comme une banlieue de Christchurch mais la plupart des personnes du secteur préfèrent maintenir le fait que la ville reste une ville de plein droit.

## Éducation
Kaiapoi a cinq écoles: trois écoles primaires, une école supérieure, et une unité pour les parents rattachés à l’école supérieure.
- L’école de Kaiapoi Borough School  est une école publique mixte primaire [6], avec un effectif de 326 élèves en mars 2019. Le principal est M. Murray Overton. L’école ouvrit en 1873[7], ce qui fait de l’école de Kaiapoi la plus ancienne.
- Kaiapoi North School est une école publique mixte assurant tout le primaire[8], avec un effectif de 523 élèves en mars 2019. L’école a ouvert en 1962. Le principal est Jason Miles.
- St Patrick's School est une école chrétienne, intégrée au public assurant tout le primaire [9] avec un effectif de 99 élèves en mars 2019. Le principal est Therese Coleman.
- Kaiapoi High School (en) est une école publique secondaire, mixte [10], avec un effectif de 889 élèves en mars 2019. L’école a ouvert en 1972. Le principal est Bruce Kearney.
- Le Karanga Mai Young Parents College est une unité pour parents adolescents attachée à la Kaiapoi High School. Il a ouvert en 1992.

## Loisirs

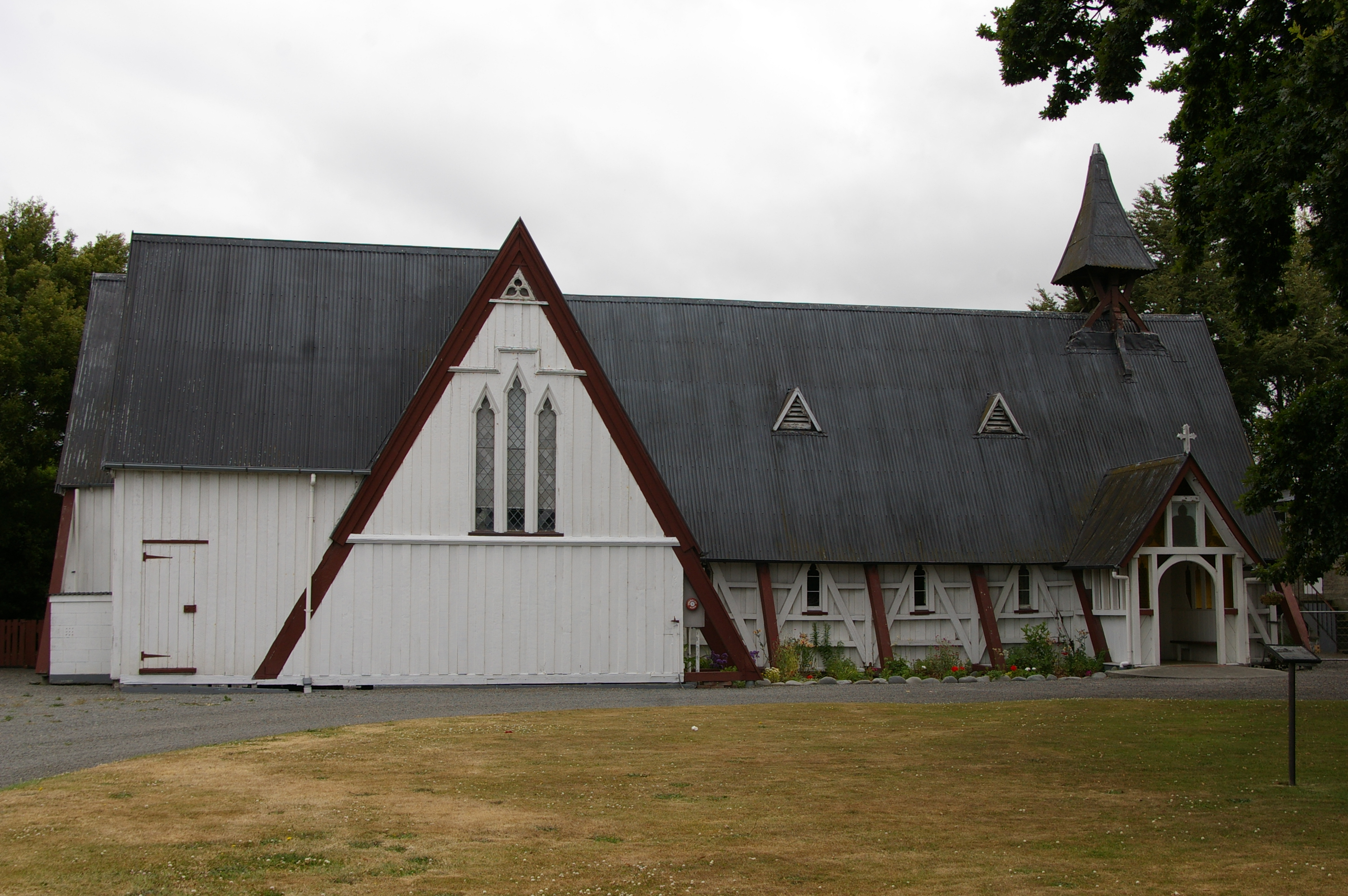
Église de Saint Barthélemy à Kaiapoi.

Kaiapoi a de nombreuses installations de loisirs et parcs de sport.
Sur les bords de la ville se trouve le circuit de Woodford Glen Speedway (en), le quartier général national des scouts et le Cure Rowing Club.
Kaiapoi est représenté par le club de rugby : le Kaiapoi Rugby Club, qui a son siège et son terrain, qui est situé à Kaiapoi Park, et le Northern Bulldogs, et qui joue dans le tournoi local de la Canterbury Rugby League (en), qui a son terrain à Murphy Park sur les berges de la rivière Kaiapoi.
Le Kaiapoi Bulldogs a gagné son premier titre de ‘Premiership’ en 2007, le club a fêté son Jubilee pour sa 50 e saison.
Kaiapoi se vante aussi d’abriter une entreprise de fourniture Blakeley :  Blackwell's Department Store (démoli après les dommages subis en septembre 2010 lors du tremblement de terre)
Il existe une  rotonde pour la musique, qui a été déplacée de sa localisation ancienne sur la rive sud du fleuve, à l’opposé du siège du Club du Kaiapoi Workingman's (où Sir Howard Morrison (en) l’avaient fait réaliser autrefois), en un point du parc opposé, formé par le jardin d’enfant de Kaiapoi en brique rouge.
Il y a aussi le Doll's Hospital, Kaiapoi Borough, Kaiapoi North, et Kaiapoi High schools, le poste à quai de MV Tuhoe, qui a plus de cent années d’âge, et qui date du temps où l’ancien premier ministre Norman Kirk était le maire de Kaiapoi.
Les enfants avaient l’habitude de naître là au niveau de Kaiapoi Home, situé dans Cass Street, à l’opposé de la piscine publique.
La plus vieille église de la région de Canterbury, connue comme étant St. Bartholomew's, est située là, sous forme d’une grande maison blanche, directement au coin dans Sewell Street.

## Transports

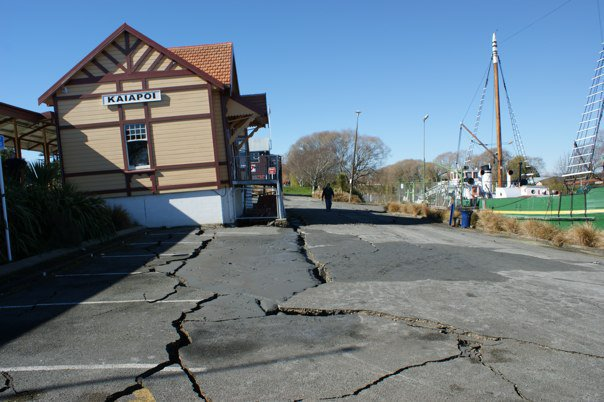
La gare de Kaiapoi après le séisme de 2010 à Canterbury.

La State Highway 1/S H 1 contourne la ville par l’ouest via l’ autoroute nord de Christchurch (en).
Avant l'achèvement de l’autoroute en 1970, la State Highway 1 passait par la rue principale de Kaiapoi.
Un service de bus relie Kaiapoi à Rangiora et au centre de Christchurch toutes les demi-heures.
La voie ferrée de la ligne principale du nord (en) passe à travers la ville de Kaiapoi, et la ville était autrefois desservie comme la jonction pour la branche d’Eyreton (en), qui fournit un accès par le rail pour les communes situées à l’ouest de Kaiapoi telles que West Eyreton (bien qu’il passe au nord de la banlieue d’Eyreton elle-même).
Cet embranchement a été ouvert en 1875, mais fut complètement fermé depuis avril 1965.
L’ancienne station est classée dans la liste de Catégorie II de Heritage New Zealand.
La rivière avait un port avant la construction du pont sur le fleuve Waimakariri, et était un point important pour le transport des denrées vers et en provenance de Christchurch.
Malgré la tendance du port de la rivière à une lente agonie après sa fermeture de fait, le port a été rouvert pendant une décennie entre 1958 et 1967 pour permettre aux bateaux plus petits de court-circuiter la ville de Lyttelton, dont les quais étaient congestionnés.
À un certain moment, un arbre de type noyer ou walnut de la propriété d’un résident de Kaiapoi, était si grand qu’il était utilisé comme repère dans le paysage pour les pilotes approchant de l'aéroport international de Christchurch pour prendre leurs marques, avant qu’il ne soit abattu par le propriétaire et son fils.